# Кубок Ріу-Бранку
Кубок Ріу-Бранку (порт. Copa Rio Branco) — футбольний турнір, що нерегулярно проводився в XX столітті. Учасниками змагання були збірні Бразилії та Уругваю. Всього було проведено 10 розіграшів, 6 раз виграла Бразилія, 3 рази перемогу здобув Уругвай і один раз, в 1967, найсильніший виявлено не було, переможцями були оголошені обидві країни.

## Ігри
| Рік  | Дата       | Місце проведення | Переможець | Рахунок | Переможений |
| ---- | ---------- | ---------------- | ---------- | ------- | ----------- |
| 1931 | 6 вересня  | Ріо-де-Жанейро   | Бразилія   | 2:0     | Уругвай     |
| 1932 | 4 грудня   | Монтевідео       | Бразилія   | 2:1     | Уругвай     |
| 1940 | 24 березня | Ріо-де-Жанейро   | Уругвай    | 4:3     | Бразилія    |
| 1940 | 31 березня | Ріо-де-Жанейро   | Уругвай    | 1:1     | Бразилія    |
| 1946 | 5 січня    | Монтевідео       | Уругвай    | 4:3     | Бразилія    |
| 1946 | 9 січня    | Монтевідео       | Уругвай    | 1:1     | Бразилія    |
| 1947 | 29 березня | Сан-Паулу        | Бразилія   | 0:0     | Уругвай     |
| 1947 | 1 квітня   | Ріо-де-Жанейро   | Бразилія   | 3:2     | Уругвай     |
| 1948 | 4 квітня   | Монтевідео       | Уругвай    | 1:1     | Бразилія    |
| 1948 | 11 квітня  | Монтевідео       | Уругвай    | 4:2     | Бразилія    |
| 1950 | 6 грудня   | Сан-Паулу        | Бразилія   | 3:4     | Уругвай     |
| 1950 | 14 травня  | Ріо-де-Жанейро   | Бразилія   | 3:2     | Уругвай     |
| 1950 | 18 травня  | Ріо-де-Жанейро   | Бразилія   | 1:0     | Уругвай     |
| 1967 | 25 червня  | Монтевідео       | Бразилія   | 0:0     | Уругвай     |
| 1967 | 28 червня  | Монтевідео       | Бразилія   | 2:2     | Уругвай     |
| 1967 | 1 липня    | Монтевідео       | Бразилія   | 1:1     | Уругвай     |
| 1968 | 9 червня   | Сан-Паулу        | Бразилія   | 2:0     | Уругвай     |
| 1968 | 12 червня  | Ріо-де-Жанейро   | Бразилія   | 4:0     | Уругвай     |
| 1976 | 25 лютого  | Монтевідео       | Бразилія   | 2:1     | Уругвай     |
| 1976 | 28 квітня  | Ріо-де-Жанейро   | Бразилія   | 2:1     | Уругвай     |

## Кількість перемог
- Бразилія: 1931, 1932, 1947, 1950, 1967, 1968, 1976
- Уругвай: 1940, 1946, 1948, 1967